# Unité nationale russe
Pour les articles homonymes, voir Unité nationale.

Drapeau de l'Unité nationale russe.

Unité nationale russe (en russe : Русское Национальное Единство), aussi appelée Mouvement civique patriotique russe « Unité nationale russe » (en russe : Всероссийское общественное патриотическое движение "Русское Национальное Единство"), est une organisation paramilitaire et un parti politique néo-nazi basé en Russie et opérant autrefois dans des États peuplés de russophones. Il a été fondé par l’ultranationaliste Alexandre Barkachov. Le mouvement prône l’expulsion des non-Russes et un rôle accru pour les institutions traditionnelles russes telles que l'Église orthodoxe russe.

## Historique

Drapeau de l'Unité nationale russe jusqu'en 2014.

En 1989, Barkachov est le commandant en second du Front national patriotique russe Pamiat. Son conflit avec Dmitri Vassiliev conduit Barkachov à diriger, selon ses mots, « les membres les plus disciplinés et les plus actifs, insatisfaits des paroles creuses et des cascades théâtrales, sortis de Pamyat ». En 1990, l'UNR grandit face aux difficultés économiques et sociales rencontrées par les Russes lors de la dissolution de l'Union soviétique.
Le mouvement de l'Unité nationale russe est fondé le 16 octobre 1990 par un groupe dissident du Front patriotique national « Mémoire » (FNP « Pamyat »). Il prend de l'ampleur de 1990 à 1991. Des membres porteront des uniformes noirs et de camouflage. Le groupe adopte également un emblème de swastika rouge et blanc, bien que l'organisation nie officiellement tout soutien à l'idéologie nazie. Le groupe est actif non seulement en Russie, mais également en Estonie, en Lettonie, en Lituanie et en Ukraine. L'UNR tente d'unir des groupes nationalistes en organisant des sobors slaves puis russes. Ils rencontrent divers groupes afin de poursuivre des objectifs communs, mais constatent peu de progrès.
Au milieu de 1993, l'UNR est devenu le mouvement nationaliste russe le plus en vue, doté d'un vaste réseau de divisions régionales. En plus de s'engager dans une action politique, l'UNR mène des exercices militaires et une formation tactique. Alors que la crise constitutionnelle russe de 1993 se déroule, l'UNR appuie militairement le parlement russe face au président Boris Eltsine. En 1993, il prend également part à la défense et aux patrouilles de la Maison-Blanche, résidence du Conseil suprême de la fédération de Russie, contre les troupes du président. Après la victoire de Eltsine, l'UNR travaille illégalement pendant plusieurs mois. Alors qu’il était clandestin, le mouvement continue de publier son journal Ordre russe.
L'UNR est enregistrée comme « club d'éducation militaire et patriotique » et est ensuite reconnu par les autorités locales comme « une unité d'autoprotection du peuple des volontaires ». Pour atteindre ses objectifs, l'UNR met en place un groupe de paramilitaires armés, appelés russes Vityazi, formés à l’utilisation des armes légères et des explosifs.
Le 15 octobre 1995, 304 délégués de 37 divisions régionales assistent à une conférence de l'UNR à Moscou. En 1999, le maire de Moscou, Iouri Loujkov, avec l’appui de hauts responsables gouvernementaux, interdit la tenue de la deuxième conférence régionale UNR à Moscou. Cependant, l'UNR continue à s'organiser.
En 1999, le siège du groupe à Moscou est fermé. Pendant la deuxième guerre de Tchétchénie, l'UNR soutient les officiers russes accusés de crimes en Tchétchénie.
Au plus fort de sa popularité en 1999, on estime que l'UNR compte cent mille membres actifs répartis dans toute la Russie, selon les représentants de l'État.
Le groupe est interdit à Moscou en 1999 et Barkachov en perd le contrôle du groupe en 2000, après quoi le groupe disparaît,.
En 2014, des membres de l'UNR rejoignent les forces pro-russes en Ukraine pendant la guerre du Donbass sous le commandement de Pavel Goubarev.

## Idéologie et tactique
Promouvant la notion de « Russie pour les Russes » et de « compatriotes », les membres du parti (parfois appelés « Barkachovites ») approuvent les politiques, y compris l'expulsion des minorités qui « ont leur patrie hors de Russie » et les migrants du Caucase du Sud, tels qu'Azéris, Géorgiens et Arméniens, ainsi que d’autres pays. Leur vision de la Russie est divisée entre les Russes ethniques privilégiés et les « compatriotes », les non-Russes qui vivent en Russie et y ont leur patrie nationale, y compris des populations autochtones de l'Extrême-Orient russe, de l'Extrême Nord, du Turkestan et quelques autres minorités. Tout en considérant que ces « compatriotes » ont le droit de vivre en Russie, la RNU condamne néanmoins tout mariage interethnique et inter-racial, affirmant qu'« ils créent des troubles psychologiques d'auto-identification des enfants issus de ces mariages ».
Selon le Saint-Pétersbourg Times, les nouvelles recrues (« storonniki », littéralement : « partisans », « siders ») de l’organisation sont traditionnellement tenues d’agir comme fonctionnaires de bas niveau au sein de l’organisation. des pilotes et des dépliants, ainsi que des séances de formation sur la philosophie et les croyances du groupe, dont beaucoup proviennent d'un livre écrit par Barkachov. Au fur et à mesure que les membres progressent, ils peuvent atteindre le rang de « spodvijniki » (littéralement : archaïque, haut de gamme pour « collègues », « co-entreprises ») et ont le droit de porter les insignes et de participer à une formation paramilitaire. Les membres les plus dévoués avancent dans les rangs du « soratniki » (littéralement : « camarades d'armes »), qui dirigent le groupe.
L'organisation travaille également avec des entreprises, des représentants de l'État, des services militaires et des services secrets. Les hommes d’affaires reçoivent des certificats de mérite et d’autres honneurs. L’organisation évite les violations directes de la loi. Certains responsables autorisent RNU à participer à des patrouilles de rue et à d'autres collaborations avec la police et des installations d'entraînement militaire sont mises à disposition. Certains fonctionnaires d'État et industriels sympathisant prêtent des places aux réunions de RNU, fournissent des installations pour imprimer des tracts, confectionner des uniformes et copier des CD, des cassettes vidéo et d'autres matériels. Plusieurs cours d'arts martiaux avec des instructeurs RNU associés aux écoles publiques sont ouverts.